# ويلسون أوسبورن
ويلسون أوسبورن (بالإنجليزية: Willson Osborne)‏ هو ملحن أمريكي، ولد في 1906، وتوفي في 1979.

## وصلات خارجية
- ويلسون أوسبورن على موقع ميوزك برينز (الإنجليزية)